# Palacio Elguín
El palacio Elguín es una palacio residencial de estilo ecléctico de Santiago de Chile, localizado en la esquina de Alameda Bernardo O'Higgins y avenida Brasil. Fue mandado a construir como residencia de Nazario Elguín, un acaudalado empresario minero, al reconocido arquitecto Teodoro Burchard en 1887. Fue declarado Monumento Nacional el 29 de abril de 2014 a través del Decreto N° 195 del Consejo de Monumentos Nacionales.

## Características

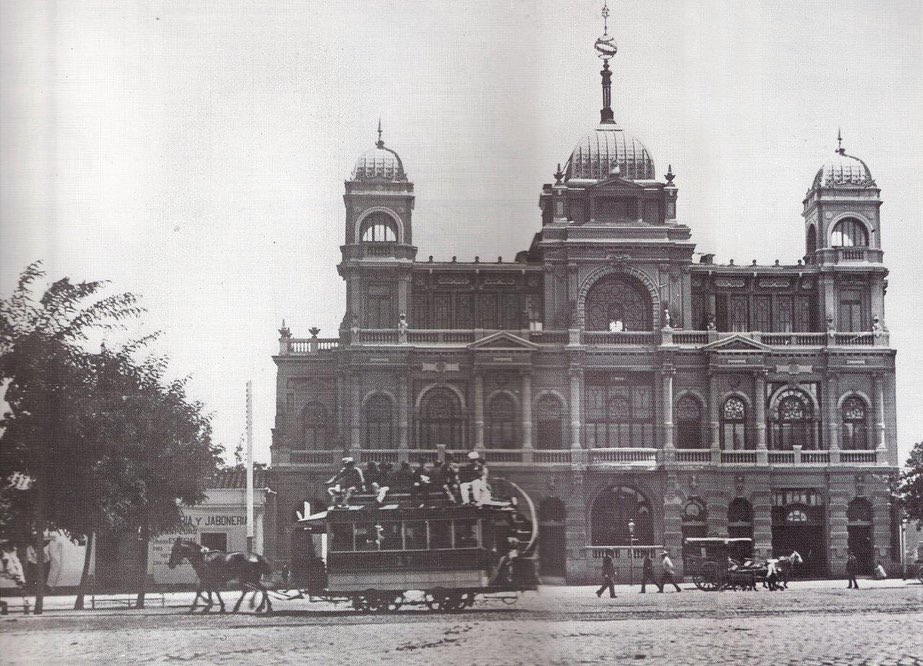
Palacio Elguín, vista en sus orígenes.

El edificio mezcla elementos bizantinos, góticos y renacentistas en una grandiosa fachada de tres pisos más una elaborada cúpula. En su primer piso, con estuco tratado a manera de almohadillado, hay 8 accesos, 2 de ellos destinados a locales comerciales, los otros eran las diferentes entradas a la residencia y salones. La parte central lo ocupa un balcón con un gran arco de medio punto, salida monumental del gran salón del Palacio. El segundo piso tiene columnas compuestas, anilladas y estriadas al tercio y, sobre su centro otro balcón de dintel recto, antiguamente  hermosamente decorado con vitrales y esculturas. El tercer piso era una extensa y elaborada galería con vitrales y diversos diseños de ventanas, sobre la cual se levantaban las 2 cúpulas menores y la monumental cúpula central.
En su interior un gran vestíbulo románico central de triple altura,  estaba rodeado por salones de todos los estilos como Luis XV, árabe, oriental, italiano renacentista. Reconocido y famoso fue su alhajamiento interior, compuesto por decenas de obras de arte, muebles importados, tapices europeos y orientales, etc. Una muestra de esto es el comedor, amoblado en estilo francés renacimiento compuesto por un majestuoso bufé con altorrelieves de la reina Isabel la Católica entregando sus joyas a Cristóbal Colón, una enorme mesa corredera con 24 sillas de cuero claveteado, un credence y cofre italiano, una mesa tallada renacentista de B. Aimone, 2 jarrones con pie de alabastro con columnas y un gran reloj de pie con la figura de Atlas y diversas figuras de mayólica, lámparas de bronce.
El eclecticismo estaba presente en cada rincón de este palacio, elementos aun apreciables a pesar del gran deterioro que presenta. Diversos incendios, terremotos y la mutilación del ala oriente para construcción de apartamentos, no han podido reducir la impronta y magnificencia de la construcción, que sigue dominando la ajetreada Alameda.

## Casa Palacio
Actualmente funciona en las dependencias del inmueble el espacio cultural Casa Palacio, que promueve el desarrollo de iniciativas artísticas de diversas disciplinas. También está a disposición de la sociedad el arriendo de talleres y salas.
En el espacio, se ubica una sala de artes visuales de la Universidad de Santiago de Chile.
Durante el año 2022, se llevó a cabo Dura y Eterna: Homenaje a Hija de Perra en colaboración con Centro Arte Alameda. En ese contexto, se exhibieron obras de artistas, inspiradas en el imaginario y la memoria de Hija de Perra.
En el 2023 el espacio alojó al Ciclo Concordia, serie de conciertos en donde se presentaron bandas como Las Olas (Noispop), Maifersoni y Columpios Al Suelo.
Los días 19, 20 y 21 de abril del año 2024, las dependencias recibieron a las personas participantes del Primer Encuentro Nacional Transmasculino, No Binarie AFAN (personas cuyo género fue asignado femenino al nacer) realizado en territorio chileno.